# Olmedo de Camaces
Olmedo de Camaces – gmina w Hiszpanii, w prowincji Salamanka, w Kastylii i León, o powierzchni 90,54 km². W 2011 roku gmina liczyła 134 mieszkańców.